# Anolis villai
Anolis villai es una especie de iguanios de la familia Dactyloidae.

## Distribución geográfica
Es endémica de las islas del Maíz (Nicaragua).